# الشیر، سوریه
الشیر (به عربی: الشیر) یک روستا در سوریه است که در ناحیه مرکزی محرده واقع شده‌است. الشیر ۷۹۳ نفر جمعیت دارد.